# Sergio Casal Martínez
Sergio Casal Martínez (Barcelona, 8 de setembre de 1962) és un tennista català, ja retirat, especialitzat en dobles, que al llarg de la seva carrera guanyà tres títols del Grand Slam i una medalla olímpica d'argent.
En el seu palmarès destaquen tres títols de Grand Slam, dos dobles masculins i un de dobles mixts. Va acumular un total d'un títol individual i 47 en dobles masculins, gairebé tots al costat d'Emilio Sánchez Vicario. Això li va permetre arribar al tercer lloc del rànquing de dobles l'any 1991. També va guanyar una medalla olímpica d'argent en dobles als Jocs Olímpics de Seül (1988).
L'any 1994 fou condecorat amb la Medalla de Plata de la Reial Orde del Mèrit Esportiu, atorgada pel Consell Superior d'Esports, i el 2017 va rebre el premi Philippe Chatrier per part de la Federació Internacional de Tennis (ITF) per la seva contribució al tennis.

## Biografia
Va néixer el 8 de setembre de 1962 a la ciutat de Barcelona.

## Torneigs de Grand Slam

### Dobles masculins: 3 (2−1)
| Resultat  | Núm. | Any  | Torneig       | Parella                | Oponents                    | Marcador                      |
| --------- | ---- | ---- | ------------- | ---------------------- | --------------------------- | ----------------------------- |
| Guanyador | 1.   | 1988 | US Open       | Emilio Sánchez Vicario | Rick Leach Jim Pugh         | Renúncia                      |
| Finalista | 1.   | 1987 | Wimbledon     | Emilio Sánchez Vicario | Ken Flach Robert Seguso     | 3−6, 6−7(6), 7−6(3), 6−1, 6−4 |
| Guanyador | 2.   | 1990 | Roland Garros | Emilio Sánchez Vicario | Goran Ivanišević Petr Korda | 7−5, 6−3                      |

### Dobles mixts: 1 (1−0)
| Resultat  | Núm. | Any  | Torneig | Parella         | Oponents                          | Marcador |
| --------- | ---- | ---- | ------- | --------------- | --------------------------------- | -------- |
| Guanyador | 1.   | 1986 | US Open | Raffaella Reggi | Martina Navrátilová Peter Fleming | 6−4, 6−4 |

## Jocs Olímpics

### Dobles masculins
| Any  | Campionat                          | Parella                | Oponents                | Resultat                      |
| ---- | ---------------------------------- | ---------------------- | ----------------------- | ----------------------------- |
| 1988 | Jocs Olímpics, Seül, Corea del Sud | Emilio Sánchez Vicario | Ken Flach Robert Seguso | 3−6, 4−6, 7−6(5), 7−6(1), 7−9 |

## Carrera esportiva

### Dobles
L'any 1981 va esdevenir tennista professional, i l'any 1983 va aconseguir guanyar el seu primer títol de dobles de l'ATP. Al llarg de la seva carrera guanyà 47 títols de dobles, especialment fent parella amb Emilio Sánchez Vicario, al costat del qual aconseguí guanyar el títol de dobles de l'Open dels Estats Units (1988) i del Torneig de Roland Garros (1990), a més de ser finalistes del Torneig de Wimbledon l'any 1987.
L'any 1986 Casal aconseguí guanyar, així mateix, el títol de dobles mixts de l'Open dels Estats Units fent parella amb la italiana Raffaella Reggi.

### Individuals
Casal únicament aconseguí guanyar un títol individual al llarg de la seva carrera, i fou l'any 1985 a Florència. Així mateix fou finalista l'any 1983 a Ais de Provença i l'any 1986 al Masters de París.

### Jocs Olímpics
Va participar, als 26 anys, en els Jocs Olímpics d'Estiu de 1988 celebrats a Seül (Corea del Sud), on el tennis retornà a la competició oficial després de seixant anys d'absència. En aquesta competició aconseguí guanyar la medalla de plata en la competició de dobles masculines fent parella amb Emilio Sánchez Vicario, perdent la final olímpica davant la parella nord-americana Ken Flach i Robert Segus per 3–6, 4–6, 7–6, 7–6 i 7–9. En aquests mateixos Jocs participà en la competició individual, finalitzant en novna posició al perdre en tercera ronda davant el neerlandès Michiel Schapers.
Participà, novament al costat de Sánchez Vicario, en la competició de dobles dels Jocs Olímpics d'Estiu de 1992 celebrats a Barcelona (Catalunya). En aquesta ocasió finalitzaren cinquens, al perdre en quarts de final davant la parella alemanya formada per Boris Becker i Michael Stich, que finalment aconseguirien l'or.

### Copa del Món
Casal fou membre de l'equip espanyol que aconseguí guanyar la Copa del món de tennis l'any 1992.

## Palmarès

### Dobles masculins: 73 (47−26)
| Llegenda (pre/post 2009)                                 |
| -------------------------------------------------------- |
| Grand Slams (2−1)                                        |
| Jocs Olímpics Argent (1)                                 |
| Tennis Masters Cup / ATP Finals (0−2)                    |
| ATP Masters Series / ATP World Tour Masters 1000 (3−0)   |
| ATP International Series Gold / ATP World Tour 500 (1−2) |
| ATP International Series / ATP World Tour 250 (41−20)    |

| Títols per superfície |
| --------------------- |
| Dura (7−7)            |
| Gespa (0−1)           |
| Terra batuda (38−15)  |
| Moqueta (2−3)         |

| Resultat  | Núm. | Data                   | Torneig                                      | Superfície   | Parella                | Oponents                               | Marcador                |
| --------- | ---- | ---------------------- | -------------------------------------------- | ------------ | ---------------------- | -------------------------------------- | ----------------------- |
| Finalista | 1.   | 16 de maig de 1983     | Ais de Provença, França                      | Terra batuda | Iván Camus             | Henri Leconte Gilles Moretton          | 6−2, 1−6, 2−6           |
| Finalista | 2.   | 8 d'abril de 1985      | Múnic, Alemanya                              | Terra batuda | Emilio Sánchez Vicario | Mark Edmondson Kim Warwick             | 6−4, 5−7, 5−7           |
| Finalista | 3.   | 22 de juliol de 1985   | Bastad, Suècia                               | Terra batuda | Emilio Sánchez Vicario | Stefan Edberg Anders Järryd            | 0−6, 6−7                |
| Guanyador | 1.   | 12 d'agost de 1985     | Kitzbühel, Àustria                           | Terra batuda | Emilio Sánchez Vicario | Paolo Canè Claudio Panatta             | 6−3, 3−6, 6−2           |
| Finalista | 4.   | 16 de setembre de 1985 | Palerm, Itàlia                               | Terra batuda | Emilio Sánchez Vicario | Colin Dowdeswell Joakim Nyström        | 4−6, 7−6, 6−7           |
| Guanyador | 2.   | 23 de setembre de 1985 | Ginebra, Suïssa                              | Terra batuda | Emilio Sánchez Vicario | Carlos Kirmayr Cassio Motta            | 6−4, 4−6, 7−5           |
| Guanyador | 3.   | 30 de setembre de 1985 | Barcelona, Catalunya                         | Terra batuda | Emilio Sánchez Vicario | Jan Gunnarsson Michael Mortensen       | 6−3, 6−3                |
| Finalista | 5.   | 25 de novembre de 1985 | Viena, Àustria                               | Dura (i)     | Emilio Sánchez Vicario | Mike De Palmer Gary Donnelly           | 4−6, 3−6                |
| Finalista | 6.   | 14 d'abril de 1986     | Bari, Itàlia                                 | Terra batuda | Emilio Sánchez Vicario | Gary Donnelly Tomáš Šmíd               | 6−2, 4−6, 4−6           |
| Guanyador | 4.   | 12 de maig de 1986     | Múnic                                        | Terra batuda | Emilio Sánchez Vicario | Broderick Dyke Wally Masur             | 6−3, 4−6, 6−3           |
| Guanyador | 5.   | 12 de maig de 1986     | Florència, Itàlia                            | Terra batuda | Emilio Sánchez Vicario | Mike De Palmer Gary Donnelly           | 6−4, 7−6                |
| Guanyador | 6.   | 14 de juliol de 1986   | Gstaad, Suïssa                               | Terra batuda | Emilio Sánchez Vicario | Stefan Edberg Joakim Nyström           | 6−3, 3−6, 6−3           |
| Guanyador | 7.   | 28 de juliol de 1986   | Båstad                                       | Terra batuda | Emilio Sánchez Vicario | Craig Campbell Joey Rive               | 6−4, 6−2                |
| Guanyador | 8.   | 22 de setembre de 1986 | Hamburg, Alemanya                            | Terra batuda | Emilio Sánchez Vicario | Boris Becker Eric Jelen                | 6−4, 6−1                |
| Guanyador | 9.   | 9 de febrer 1987       | Filadèlfia, Estats Units                     | Moqueta      | Emilio Sánchez Vicario | Christo Steyn Danie Visser             | 3−6, 6−1, 7−6           |
| Finalista | 7.   | 16 de febrer de 1987   | Memphis, Estats Units                        | Dura (i)     | Emilio Sánchez Vicario | Anders Järryd Jonas Svensson           | 4−6, 2−6                |
| Finalista | 8.   | 6 d0'abril de 1987     | Milà, Itàlia                                 | Moqueta      | Emilio Sánchez Vicario | Boris Becker Slobodan Živojinović      | 6−3, 3−6, 4−6           |
| Guanyador | 10.  | 20 d'abril de 1987     | Niça, França                                 | Terra batuda | Emilio Sánchez Vicario | Claudio Mezzadri Gianni Ocleppo        | 6−3, 6−3                |
| Finalista | 9.   | 11 de maig de 1987     | Múnic (2)                                    | Terra batuda | Emilio Sánchez Vicario | Jim Pugh Blaine Willenborg             | 6−7, 6−4, 4−6           |
| Guanyador | 11.  | 15 de juny de 1987     | Bolonya, Itàlia                              | Terra batuda | Emilio Sánchez Vicario | Claudio Panatta Blaine Willenborg      | 6−3, 6−2                |
| Finalista | 10.  | 6 de juliol de 1987    | Wimbledon, Regne Unit                        | Gespa        | Emilio Sánchez Vicario | Ken Flach Robert Seguso                | 6−3, 7−6, 6−7, 1−6, 4−6 |
| Guanyador | 12.  | 20 de juliol de 1987   | Bordeus, França                              | Terra batuda | Emilio Sánchez Vicario | Darren Cahill Mark Woodforde           | 6−3, 6−3                |
| Guanyador | 13.  | 10 d'agost de 1987     | Kitzbühel (2)                                | Terra batuda | Emilio Sánchez Vicario | Miloslav Mečíř Tomáš Šmíd              | 7−6, 7−6                |
| Finalista | 11.  | 21 de setembre de 1987 | Madrid, Espanya                              | Terra batuda | Emilio Sánchez Vicario | Carlos Di Laura Javier Sánchez Vicario | 3−6, 6−3, 4−6           |
| Finalista | 12.  | 16 de novembre de 1987 | São Paulo, Brasil                            | Dura         | Tomàs Carbonell        | Gilad Bloom Javier Sánchez Vicario     | 3–6, 7–6, 4–6           |
| Guanyador | 14.  | 23 de novembre de 1987 | Buenos Aires, Argentina                      | Terra batuda | Tomàs Carbonell        | Jay Berger Horacio de la Peña          | Renúncia                |
| Guanyador | 15.  | 30 de novembre de 1987 | Itaparica, Brasil                            | Dura         | Emilio Sánchez Vicario | Jorge Lozano Diego Pérez               | 6−2, 6−2                |
| Guanyador | 16.  | 18 d'abril de 1988     | Madrid                                       | Terra batuda | Emilio Sánchez Vicario | Jason Stoltenberg Todd Woodbridge      | 6−7, 7−6, 6−4           |
| Guanyador | 17.  | 25 d'abril de 1988     | Montecarlo, Mònaco                           | Terra batuda | Emilio Sánchez Vicario | Henri Leconte Ivan Lendl               | 6−1, 6−3                |
| Guanyador | 18.  | 18 de juliol de 1988   | Stuttgart, Alemanya                          | Terra batuda | Emilio Sánchez Vicario | Anders Järryd Michael Mortensen        | 4−6, 6−3, 6−4           |
| Guanyador | 19.  | 1 d'agost de 1988      | Hilversum, Països Baixos                     | Terra batuda | Emilio Sánchez Vicario | Magnus Gustafsson Guillermo Pérez      | 7−6, 6−3                |
| Guanyador | 20.  | 8 d'agost de 1988      | Kitzbühel (3)                                | Terra batuda | Emilio Sánchez Vicario | Joakim Nyström Claudio Panatta         | 6−4, 7−5                |
| Guanyador | 21.  | 12 de setembre de 1988 | US Open                                      | Dura         | Emilio Sánchez Vicario | Rick Leach Jim Pugh                    | Renúncia                |
| Guanyador | 22.  | 19 de setembre de 1988 | Barcelona (2)                                | Terra batuda | Emilio Sánchez Vicario | Claudio Mezzadri Diego Pérez           | 6−4, 6−3                |
| Finalista | 13.  | 26 de setembre de 1988 | Jocs Olímpics, Seül, Corea del Sud           | Dura         | Emilio Sánchez Vicario | Ken Flach Robert Seguso                | 3−6, 4−6, 7−6, 7−6, 7−9 |
| Guanyador | 23.  | 28 de novembre de 1988 | Itaparica (2)                                | Dura         | Emilio Sánchez Vicario | Jorge Lozano Todd Witsken              | 7−6, 7−6                |
| Finalista | 14.  | 11 de desembre de 1988 | Masters Doubles, Londres, Regne Unit         | Moqueta      | Emilio Sánchez Vicario | Rick Leach Jim Pugh                    | 4−6, 3−6, 6−2, 0−6      |
| Guanyador | 24.  | 19 de juny de 1989     | Bolonya (2)                                  | Terra batuda | Javier Sánchez Vicario | Tomas Nydahl Jorgen Windahl            | 6–2, 6–3                |
| Finalista | 15.  | 26 de juny de 1989     | Bari (2)                                     | Terra batuda | Javier Sánchez Vicario | Simone Colombo Claudio Mezzadri        | 6–0, 3–6, 3–6           |
| Finalista | 16.  | 25 de setembre de 1989 | Barcelona                                    | Terra batuda | Tomáš Šmíd             | Gustavo Luza Christian Miniussi        | 3–6, 3–6                |
| Finalista | 17.  | 8 de gener de 1990     | Wellington, Nova Zelanda                     | Dura         | Emilio Sánchez Vicario | Kelly Evernden Nicolás Pereira         | 4–6, 6–7                |
| Guanyador | 25.  | 9 d'abril de 1990      | Estoril, Portugal                            | Terra batuda | Emilio Sánchez Vicario | Omar Camporese Paolo Canè              | 7–5, 4–6, 7–5           |
| Finalista | 18.  | 16 d'abril de 1990     | Barcelona                                    | Terra batuda | Emilio Sánchez Vicario | Andrés Gómez Javier Sánchez Vicario    | 6–7, 5–7                |
| Guanyador | 26.  | 21 de maig de 1990     | Roma, Itàlia                                 | Terra batuda | Emilio Sánchez Vicario | Jim Courier Martin Davis               | 7–6, 7–5                |
| Guanyador | 27.  | 11 de juny de 1990     | Roland Garros, França                        | Terra batuda | Emilio Sánchez Vicario | Goran Ivanišević Petr Korda            | 7–5, 6–3                |
| Guanyador | 28.  | 16 de juliol de 1990   | Gstaad (2)                                   | Terra batuda | Emilio Sánchez Vicario | Omar Camporese Javier Sánchez Vicario  | 6–3, 3–6, 7–5           |
| Guanyador | 29.  | 30 de juliol de 1990   | Hilversum (2)                                | Terra batuda | Emilio Sánchez Vicario | Paul Haarhuis Mark Koevermans          | 7–5, 7–5                |
| Guanyador | 30.  | 1 d'octubre de 1990    | Palerm                                       | Terra batuda | Emilio Sánchez Vicario | Carles Costa Horacio de la Peña        | 6–3, 6–4                |
| Guanyador | 31.  | 8 d'octubre de 1990    | Atenes, Grècia                               | Terra batuda | Javier Sánchez Vicario | Tom Kempers Richard Krajicek           | 4–6, 7–6, 6–3           |
| Finalista | 19.  | 25 de novembre de 1990 | Doubles Championships, Gold Coast, Austràlia | Dura         | Emilio Sánchez Vicario | Guy Forget Jakob Hlasek                | 4–6, 6–7, 7–5, 4–6      |
| Guanyador | 32.  | 14 de gener de 1991    | Auckland, Nova Zelanda                       | Dura         | Emilio Sánchez Vicario | Grant Connell Glenn Michibata          | 4–6, 6–3, 6–4           |
| Guanyador | 33.  | 25 de febrer de 1991   | Stuttgart (2)                                | Moqueta      | Emilio Sánchez Vicario | Jeremy Bates Nick Brown                | 6–3, 7–5                |
| Guanyador | 34.  | 13 de maig de 1991     | Hamburg (2)                                  | Terra batuda | Emilio Sánchez Vicario | Cassio Motta Danie Visser              | 4–6, 6–3, 6–2           |
| Guanyador | 35.  | 4 de novembre de 1991  | Buzios, Brasil                               | Dura         | Emilio Sánchez Vicario | Javier Frana Leonardo Lavalle          | 4–6, 6–3, 6–4           |
| Guanyador | 36.  | 13 de gener de 1992    | Sydney, Austràlia                            | Dura         | Emilio Sánchez Vicario | Scott Davis Kelly Jones                | 3–6, 6–1, 6–4           |
| Finalista | 20.  | 10 de febrer de 1992   | Milà (2)                                     | Moqueta      | Emilio Sánchez Vicario | Neil Broad David Macpherson            | 7–5, 5–7, 4–6           |
| Guanyador | 37.  | 11 de maig de 1992     | Hamburg (3)                                  | Terra batuda | Emilio Sánchez Vicario | Carl-Uwe Steeb Michael Stich           | 5−7, 6−4, 6−3           |
| Guanyador | 38.  | 27 de juliol de 1992   | Kitzbühel (4)                                | Terra batuda | Emilio Sánchez Vicario | Horacio de la Peña Vojtěch Flégl       | 6−1, 6−2                |
| Finalista | 21.  | 31 d'agost de 1992     | Schenectady, Estats Units                    | Dura         | Emilio Sánchez Vicario | Jacco Eltingh Paul Haarhuis            | 3−6, 4−6                |
| Guanyador | 39.  | 21 de setembre de 1992 | Bordeus (2)                                  | Terra batuda | Emilio Sánchez Vicario | Arnaud Boetsch Guy Forget              | 6−1, 6−4                |
| Finalista | 22.  | 12 d'abril de 1993     | Barcelona (2)                                | Terra batuda | Emilio Sánchez Vicario | Shelby Cannon Scott Melville           | 6−7, 1−6                |
| Guanyador | 40.  | 21 de juny de 1993     | Gènova, Itàlia                               | Terra batuda | Emilio Sánchez Vicario | Mark Koevermans Greg Van Emburgh       | 6−3, 7−6                |
| Guanyador | 41.  | 4 d'octubre de 1993    | Palerm (2)                                   | Terra batuda | Emilio Sánchez Vicario | Juan Garat Jorge Lozano                | 6−3, 6−3                |
| Guanyador | 42.  | 18 d'octubre de 1993   | Tel-Aviv, Israel                             | Dura         | Emilio Sánchez Vicario | Mike Bauer David Rikl                  | 6−4, 6−4                |
| Guanyador | 43.  | 8 de novembre de 1993  | São Paulo                                    | Terra batuda | Emilio Sánchez Vicario | Pablo Albano Javier Frana              | 4−6, 7−6, 6−4           |
| Finalista | 23.  | 15 de novembre de 1993 | Buenos Aires                                 | Terra batuda | Emilio Sánchez Vicario | Tomàs Carbonell Carles Costa           | 4−6, 4−6                |
| Guanyador | 44.  | 11 de juliol de 1994   | Gstaad (3)                                   | Terra batuda | Emilio Sánchez Vicario | Menno Oosting Daniel Vacek             | 7−6, 6−4                |
| Finalista | 24.  | 8 d'agost de 1994      | Kitzbühel                                    | Terra batuda | Emilio Sánchez Vicario | David Adams Andrei Olkhovski           | 7−6, 3−6, 5−7           |
| Finalista | 25.  | 7 de novembre de 1994  | Montevideo, Uruguai                          | Terra batuda | Emilio Sánchez Vicario | Marcelo Filippini Luiz Mattar          | 6−7, 4−6                |
| Guanyador | 45.  | 14 de novembre de 1994 | Buenos Aires (2)                             | Terra batuda | Emilio Sánchez Vicario | Tomàs Carbonell Francisco Roig         | 6−3, 6−2                |
| Guanyador | 46.  | 8 de maig de 1995      | Atlanta, Estats Units                        | Terra batuda | Emilio Sánchez Vicario | Jared Palmer Richey Reneberg           | 6−7, 6−3, 7−6           |
| Finalista | 26.  | 22 de maig de 1995     | Coral Springs, Estats Units                  | Terra batuda | Emilio Sánchez Vicario | Todd Woodbridge Mark Woodforde         | 3−6, 1−6                |
| Guanyador | 47.  | 6 de novembre de 1995  | Montevideo                                   | Terra batuda | Emilio Sánchez Vicario | Jiří Novák David Rikl                  | 2−6, 7−6, 7−6           |

### Dobles mixts: 1 (1−0)
| Resultat  | Núm. | Data                  | Torneig               | Superfície | Parella         | Oponents                          | Marcador |
| --------- | ---- | --------------------- | --------------------- | ---------- | --------------- | --------------------------------- | -------- |
| Guanyador | 1.   | 7 de setembre de 1986 | US Open, Estats Units | Dura       | Raffaella Reggi | Martina Navrátilová Peter Fleming | 6−4, 6−4 |

## Trajectòria

### Individual
| Open d'Austràlia | A           | A           | A           | A           | A           | A           | A           | A     | A           | A           | A           | A   | 0 / 0     | 0 – 0     |
| Roland Garros | A           | 1R          | 2R          | 1R          | A           | 2R          | 2R          | 1R    | 1R          | A           | A           | A   | 0 / 7     | 3 – 7     |
| Wimbledon | A           | 1R          | 2R          | A           | A           | 1R          | 1R          | 1R    | A           | A           | A           | A   | 0 / 5     | 1 – 5     |
| US Open | A           | A           | A           | A           | A           | 3R          | 1R          | 1R    | A           | A           | A           | A   | 0 / 4     | 2 – 4     |
| Jocs Olímpics | No celebrat | No celebrat | No celebrat | No celebrat | No celebrat | No celebrat | No celebrat | 3R    | No celebrat | No celebrat | No celebrat | A   | 0 / 1     | 2 – 1     |
| Total Victòries–Derrotes                                                                                                   | 3–3         | 3–9         | 11–13       | 6–9         | 20–11       | 24–29       | 23–29       | 22–21 | 9–13        | 3–7         | 0–1         | 0–2 | 124 − 148 | 124 − 148 |
| Rànquing a final d'any |             |             | 70          | 177         | 38          | 62          | 92          | 77    | 184         | 263         | 623         | 727 |           |           |
| Llegenda: G: Guanyador; F: Finalista; SF: Semifinalista; QF: Quarts de final; Q: Qualificació; A: Absent; RR: Round Robin; |             |             |             |             |             |             |             |       |             |             |             |     |           |           |

### Dobles masculins
| Torneig | 1981        | 1982        | 1983        | 1984        | 1985        | 1986        | 1987        | 1988  | 1989        | 1990        | 1991        | 1992  | 1993        | 1994        | 1995        | 1996 | 1997 | Títols    | V – D     |
| --- | ----------- | ----------- | ----------- | ----------- | ----------- | ----------- | ----------- | ----- | ----------- | ----------- | ----------- | ----- | ----------- | ----------- | ----------- | ---- | ---- | --------- | --------- |
| Open d'Austràlia | A           | A           | A           | A           | A           | NC          | A           | A     | A           | 2R          | 1R          | 2R    | 2R          | 2R          | A           | A    | A    | 0 / 5     | 4 – 5     |
| Roland Garros | A           | 1R          | 3R          | 1R          | 1R          | QF          | 2R          | A     | QF          | G           | 3R          | 1R    | QF          | QF          | 2R          | A    | A    | 1 / 13    | 24 – 12   |
| Wimbledon | A           | A           | 2R          | A           | 1R          | QF          | F           | 2R    | A           | A           | A           | 1R    | 1R          | 1R          | A           | A    | A    | 0 / 8     | 10 – 8    |
| US Open | A           | A           | A           | A           | A           | 1R          | SF          | G     | 2R          | 2R          | A           | QF    | 1R          | 2R          | SF          | A    | A    | 1 / 19    | 19 – 8    |
| Jocs Olímpics | No celebrat | No celebrat | No celebrat | No celebrat | No celebrat | No celebrat | No celebrat | F     | No celebrat | No celebrat | No celebrat | QF    | No celebrat | No celebrat | No celebrat | A    | NC   | 0 / 2     | 6 – 2     |
| ATP Championships | A           | A           | A           | A           | QF          | RR          | SF          | F     | A           | F           | A           | SF    | RR          | RR          | A           | A    | A    | 0 / 7     | 12 – 16   |
| Total Victòries–Derrotes                                                                                                   | 3–2         | 4–5         | 12–11       | 7–9         | 35–17       | 50–28       | 73–22       | 52–15 | 24–17       | 49–16       | 36–15       | 46–25 | 49–24       | 32–25       | 31–22       | 0–0  | 1–1  | 504 − 254 | 504 − 254 |
| Rànquing a final d'any |             | 159         | 73          | 169         | 25          | 27          | 7           | 10    | 53          | 13          | 20          | 21    | 22          | 34          | 35          | −    | 742  |           |           |
| Llegenda: G: Guanyador; F: Finalista; SF: Semifinalista; QF: Quarts de final; Q: Qualificació; A: Absent; RR: Round Robin; |             |             |             |             |             |             |             |       |             |             |             |       |             |             |             |      |      |           |           |